# Aphanolejeunea camillii
Aphanolejeunea camillii là một loài Rêu trong họ Lejeuneaceae. Loài này được (Lehm.) R.M. Schust. mô tả khoa học đầu tiên năm 1980.